# إل جي أوبتيموس زيب
إل جي أوبتيموس زيب (بالإنجليزية: LG Optimus Zip)‏ هو هاتف ذكي من مجموعة إل جي يعمل بنظام أندرويد، تم طرحه في الأسواق في 22 سبتمبر 2011.

## الخصائص
- نظام التشغيل: أندرويد
- الكاميرا الخلفية: 3.0 ميجابكسل
- الشاشة: إل سي دي 320×480
- الوزن: 157 غ (5.5 أونصة)
- المعالج: 800 ميجا هرتز
- الذاكرة: 512 ميجابايت
- التخزين: 150 ميجابايت

## وصلات خارجية
- Optimus